# 5 Brygada Celna
5 Brygada Celna – jednostka organizacyjna polskich formacji granicznych II Rzeczypospolitej.
W listopadzie 1921 Ministerstwo Spraw Wewnętrznych postanowiło powołać na terenach podległych województw wschodnich brygady celne. Dowództwo 5 Brygady Celnej rozmieszczono w Kamionkach. Na stanowisko dowódcy brygady powołano ppłk. Jana Werstakowskiego.
W dniu 29 maja 1922 przeprowadzono reorganizację ochrony granicy wschodniej. Zadania Głównej Komendy Batalionów Celnych przejęło  Ministerstwo Spraw Wewnętrznych.

## Struktura organizacyjna
- dowództwo brygady[1]
- 22 batalion celny
- 23 batalion celny
- 38 batalion celny
- 39 batalion celny